# جدول کلمات متقاطع
جدول کلمات متقاطع یا کراس ورد (به انگلیسی: Crossword) جدولی است که کلمات را به شکل حرف به حرف در آن قرار دارد و به عمد بعضی از خانه‌های آن خالی هستند که توسط کسی که حل می‌کند باید پر شود و این کلمات به وسیله خانه‌های سیاه از هم جدا می‌شوند و نوعی سرگرمی است.

## تاریخ
در ایران برای اولین بار جدول حروف متقاطع به عنوان یک سرگرمی در روزنامه «ایران» مورخ ۲۲ خرداد ۱۳۰۴ به چاپ رسید. این جدول، پنج ردیف عمودی و پنج ردیف افقی داشت.

## روش بازی
خانه‌های جداول غالباً شماره گذاری شده‌اند و به دو دسته عمودی و افقی تقسیم می‌شود مانند «۲۰ افقی» یا «۵ عمودی». قانون کلی در طراحی جدول، تعداد خانه‌های یکسان و مساوی در دو ردیف افقی و عمودی می‌باشد.
به عنوان مثال اگر در خانه «۵ عمودی» شش خانه خالی که معرف کلمه‌ای شش حرفی است داشته باشیم، به همان نسبت بایستی در خانه <<۵ افقی>> هم شش خانه داشته باشیم.

## نگارخانه

جدول نوع آمریکایی
جدول نوع بریتانیایی
جدول نوع ژاپنی
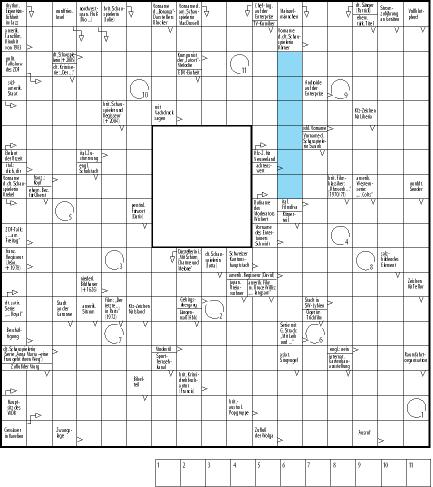
جدول نوع سوئدی(شرح در متن)
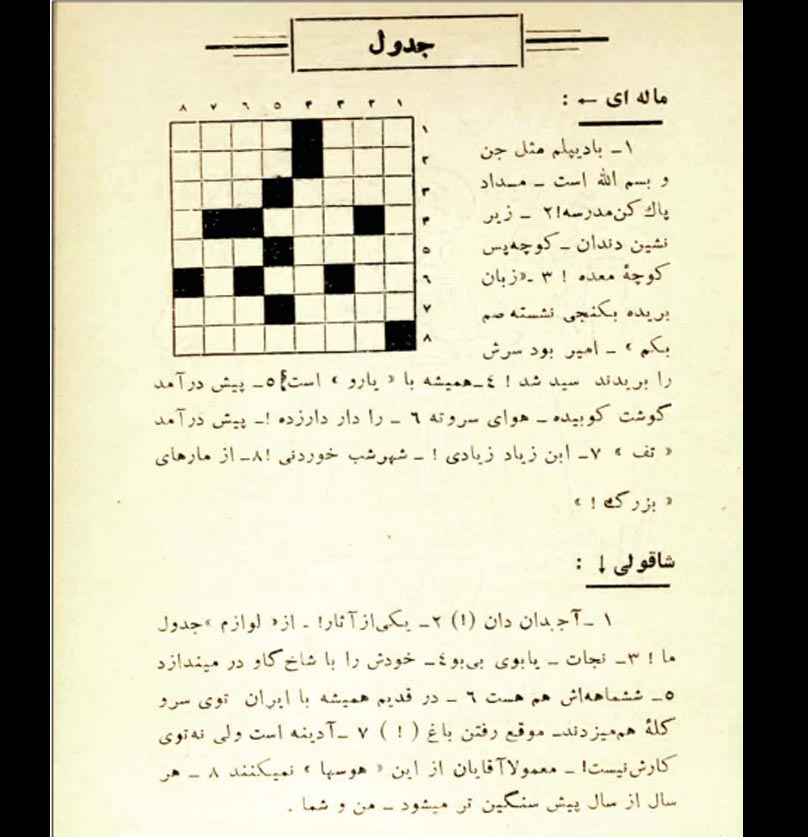
نمونه جدولی قدیمی در مجله توحید - سالهای دهه 40 و 50 خورشیدی